# Бергхюлен
Бергхюлен (нем. Berghülen) — община в Германии, в земле Баден-Вюртемберг. 
Подчиняется административному округу Тюбинген. Входит в состав района Альб-Дунай.  Население составляет 1901 человек (на 31 декабря 2010 года). Занимает площадь 26,13 км².
Коммуна подразделяется на 3 сельских округа.